# Cribrolecanium formicarum
Cribrolecanium formicarum är en insektsart som beskrevs av Green 1921. Cribrolecanium formicarum ingår i släktet Cribrolecanium och familjen skålsköldlöss.
Artens utbredningsområde är Sri Lanka. Inga underarter finns listade i Catalogue of Life.